# João Roberto Basílio
João Roberto Basílio, bekend onder zijn spelersnaam Basílio (São Paulo, 4 februari 1949) is een voormalig Braziliaans voetballer. Hij scoorde in 1977 in de finale van het Campeonato Paulista, in de derde wedstrijd tegen Ponte Preta, het verlossende doelpunt dat een einde maakte aan een periode van 24 jaar zonder titel.

## Biografie
Basílio begon zijn carrière bij Portuguesa, waarmee hij in 1973 het Campeonato Paulista won. In 197 maakte hij de overstap naar Corinthians. Hiermee werd hij in 1977 en 1979 staatskampioen. Na zijn vertrek daarspeelde hij nog voor kleinere clubs.
Na zijn spelerscarrière werd hij trainer en trainde meerdere clubs.  